# Olympische Sommerspiele 2016/Gewichtheben – Superschwergewicht (Frauen)
Das Gewichtheben der Frauen in der Klasse über 75 kg (Superschwergewicht) bei den Olympischen Sommerspielen 2016 in Rio de Janeiro fand am 14. August 2016 in der zweiten Halle des Riocentro statt. Es traten 16 Sportlerinnen aus 14 Ländern an.
Der Wettbewerb bestand aus zwei Teilen: Reißen (Snatch) und Stoßen (Clean and Jerk). Die Teilnehmerinnen traten aufgrund der geringen Teilnehmerzahl nur in einer Gruppe zuerst im Reißen an, bei dem jede Athletin drei Versuche hatten. Wer ohne gültigen Versuch blieb, schied aus. Im Stoßen hatte wieder jede Starterin drei Versuche. Die Sportlerin mit dem höchsten zusammenaddierten Gewicht gewann. Im Falle eines Gleichstandes gab das geringere Körpergewicht den Ausschlag.

## Titelträger
| Weltmeisterin   | Reißen    | Tatjana Kaschirina | 148 kg | WM 2015 in Houston |
| Weltmeisterin   | Stoßen    | Tatjana Kaschirina | 185 kg | WM 2015 in Houston |
| Weltmeisterin   | Zweikampf | Tatjana Kaschirina | 333 kg | WM 2015 in Houston |
| Olympiasiegerin | Zweikampf | Zhou Lulu          | 333 kg | 2012 in London     |

## Rekorde

### Bestehende Rekorde
| Weltrekord         | Reißen    | Tatjana Kaschirina | 155 kg | Almaty, Kasachstan     | 16. November 2014 |
| Weltrekord         | Stoßen    | Tatjana Kaschirina | 193 kg | Almaty, Kasachstan     | 16. November 2014 |
| Weltrekord         | Zweikampf | Tatjana Kaschirina | 348 kg | Almaty, Kasachstan     | 16. November 2014 |
| Olympischer Rekord | Reißen    | Tatjana Kaschirina | 151 kg | London, Großbritannien | 5. August 2012    |
| Olympischer Rekord | Stoßen    | Zhou Lulu          | 187 kg | London, Großbritannien | 5. August 2012    |
| Olympischer Rekord | Zweikampf | Zhou Lulu          | 333 kg | London, Großbritannien | 5. August 2012    |

## Zeitplan
- Gruppe B: 14. August 2016, 12:30 Uhr (Ortszeit)
- Gruppe A: 14. August 2016, 15:30 Uhr (Ortszeit)

## Endergebnis
| Rang | Athletin                    | Nation             | Gr. | Kgw.   | Reißen (kg) | Reißen (kg) | Reißen (kg) | Reißen (kg) | Stoßen (kg) | Stoßen (kg) | Stoßen (kg) | Stoßen (kg) | Zweikampf |
| Rang | Athletin                    | Nation             | Gr. | Kgw.   | 1           | 2           | 3           | Gesamt      | 1           | 2           | 3           | Gesamt      | Zweikampf |
| ---- | --------------------------- | ------------------ | --- | ------ | ----------- | ----------- | ----------- | ----------- | ----------- | ----------- | ----------- | ----------- | --------- |
| 1    | Meng Suping                 | China              | A   | 120,27 | 125         | 125         | 130         | 130         | 175         | 175         | 177         | 177         | 307       |
| 2    | Kim Kuk-hyang               | Nordkorea          | A   | 100,43 | 123         | 127         | 131         | 131         | 162         | 170         | 175         | 175         | 306       |
| 3    | Sarah Robles                | Vereinigte Staaten | A   | 143,30 | 118         | 122         | 126         | 126         | 151         | 155         | 160         | 160         | 286       |
| 4    | Shaimaa Haridy              | Ägypten            | A   | 123,75 | 117         | 121         | 121         | 117         | 155         | 161         | 169         | 161         | 278       |
| 5    | Lee Hui-sol                 | Südkorea           | A   | 119,49 | 119         | 122         | 126         | 122         | 153         | 159         | 159         | 153         | 275       |
| 6    | Son Young-hee               | Südkorea           | A   | 109,58 | 115         | 118         | 121         | 118         | 155         | 162         | 166         | 155         | 273       |
| 7    | Yaniuska Espinosa           | Venezuela          | B   | 114,08 | 115         | 119         | 121         | 121         | 145         | 149         | 152         | 152         | 273       |
| 8    | Andreea Aanei               | Rumänien           | A   | 120,01 | 119         | 119         | 120         | 120         | 145         | 154         | 154         | 145         | 265       |
| 9    | Mariam Usman                | Nigeria            | A   | 122,39 | 115         | 120         | 120         | 115         | 145         | 150         | 152         | 150         | 265       |
| 10   | Anastassija Lyssenko        | Ukraine            | B   | 100,97 | 117         | 117         | 117         | 117         | 146         | 146         | 156         | 146         | 263       |
| 11   | Yosra Dhieb                 | Tunesien           | B   | 120,06 | 106         | 106         | 111         | 111         | 133         | 138         | 141         | 138         | 249       |
| 12   | Anastasiia Hotfrid          | Georgien           | B   | 86,98  | 110         | 113         | 115         | 113         | 130         | 135         | 135         | 135         | 248       |
| 13   | Tracey Lambrechs            | Neuseeland         | B   | 106,54 | 98          | 98          | 101         | 98          | 133         | 133         | 139         | 133         | 231       |
| 14   | Luisa Peters                | Cookinseln         | B   | 100,27 | 95          | 100         | 100         | 100         | 119         | 124         | 126         | 124         | 224       |
| 15   | Bouchra Fatima Zohra Hirech | Algerien           | B   | 80,35  | 83          | 87          | 90          | 87          | 105         | 108         | 108         | 105         | 192       |
| —    | Naryury Pérez               | Venezuela          | B   | 99,91  | 110         | 115         | 117         | 117         | 145         | 145         | 145         | —           | —         |